# Run It!
„Run It!” este primul single lansat de cântărețul american Chris Brown. Acesta este inclus pe albumul de debut al artistului, Chris Brown. Acesta a fost produs de către Scott Storch și lansat în iulie 2005 în SUA. Cântecul a atins poziția cu numărul 1 în țări ca Australia, Noua Zeelandă sau Statele Unite ale Americii.

## Lista melodiilor
U.S.
1. „Run It!” [featuring Juelz Santana] [3:53]
2. „Run It!” [Main Version - No Rap] [3:15]
3. „Run It!” [Instrumental] [3:14]

CD 1
1. „Run It!” (featuring Juelz Santana) [3:52]
2. „I May Never Find” [4:35]

CD 2
1. „Run It!” (featuring Juelz Santana) [3:52]
2. „Run It!” [Remix] (featuring Bow Wow and Jermaine Dupri)
3. „Run It!” [Main Version - No Rap] [3:15]
4. „Run It!” [Instrumental] [3:14]
5. „Run It!” [Video] (featuring Juelz Santana)

12" vinyl
1. „Run It!” (featuring Juelz Santana) [3:52]
2. „Run It!” [Instrumental] [3:14]
3. „Run It!” [Remix] (featuring Bow Wow & Jermaine Dupri)
4. „Run It!” [Main Version - No Rap] [3:15]
5. „Run It!” (featuring (Juelz Santana Reggaeton Remix)

Australia/Samoa
1. „Run It!” (featuring Kwizzey) [3:52]
2. „Run It!” [Main Version - No Rap] [3:15]
3. „Run It!” [Instrumental] [3:14]
4. „Run It!” [Video] (featuring Juelz Santana)

## Prezența în clasament
„Run It!” a debutat pe locul 92 în Billboard Hot 100, ajungând în top 10, opt săptămâni mai târziu atingând poziția cu numărul 8. În a paisprezecea săptămână, single-ul a atins poziția cu numărul 1, unde a staționat timp de cinci săptămâni, devenind primul single ce se clasează pe locul 1 al artistului în acest clasament. Single-ul a avut mare succes și în Oceania, atingând prima poziție atât în Australia, unde a debutat direct pe locul 1, cât și în Noua Zeelandă, unde a staționat timp de patru săptămâni. „Run It!” a avut succes și în Europa, atingând poziții de top 10 în câteva dintre cele mai importante piețe muzicale europene: Regatul Unit (locul 2), Irlanda (locul 4), Germania (locul 5), Elveția (locul 5) și Finlanda (locul 7). În clasamentul mondial United World Chart, „Run It!” a atins poziția cu numărul 4, acumulând un total de 3 900 000 puncte, primind disc de platină la nivel mondial.

## Clasamente
| Clasament                            | Poziția maximă | Referință |
| ------------------------------------ | -------------- | --------- |
| Australian Singles Chart             | 1              | [ 6 ]     |
| U.S. Billboard Hot 100               | 1              | [ 6 ]     |
| U.S. Billboard Pop 100               | 1              | [ 9 ]     |
| U.S. Billboard Hot R&B/Hip-Hop Songs | 1              | [ 10 ]    |
| Canadian Singles Chart               | 1              | [ 6 ]     |
| New Zealand Singles Chart            | 1              | [ 6 ]     |
| Irish Singles Chart                  | 2              | [ 6 ]     |
| UK Singles Chart                     | 2              | [ 6 ]     |
| German Singles Chart                 | 5              | [ 6 ]     |
| Swiss Singles Chart                  | 5              | [ 6 ]     |
| Finnish Singles Chart                | 7              | [ 6 ]     |
| Dutch Singles Chart                  | 11             | [ 6 ]     |
| Austrian Singles Chart               | 12             | [ 6 ]     |
| Norwegian Singles Chart              | 13             | [ 6 ]     |
| Italian Singles Chart                | 15             | [ 6 ]     |
| French Singles Chart                 | 19             | [ 6 ]     |
| Belgium Singles Chart                | 23             | [ 6 ]     |
| Swedish Singles Chart                | 34             | [ 6 ]     |